# Гутовский сельсовет (Новосибирская область)
Гутовский сельсовет — сельское поселение в Тогучинском районе Новосибирской области Российской Федерации.
Административный центр — село Янченково.

## История
Статус и границы сельского поселения установлены Законом Новосибирской области от 2 июня 2004 года № 200-ОЗ «О статусе и границах муниципальных образований Новосибирской области»

## Население
| 2002  | 2010  | 2012  | 2013  | 2014  | 2015  | 2016  |
| ----- | ----- | ----- | ----- | ----- | ----- | ----- |
| 1490  | ↘1235 | ↘1206 | ↗1211 | ↗1219 | ↘1201 | ↘1178 |
| 2017  | 2018  | 2019  | 2020  | 2021  |       |       |
| ↘1160 | ↘1134 | ↘1102 | ↘1096 | ↘1074 |       |       |

## Состав сельского поселения
| № | Населённый пункт | Тип населённого пункта       | Население |
| - | ---------------- | ---------------------------- | --------- |
| 1 | Гутово           | село                         | ↘273      |
| 2 | Ковалёвка        | посёлок                      | ↘174      |
| 3 | Янченково        | село, административный центр | ↘788      |